# 臌腹云南鳅
臌腹云南鳅（学名：Yunnanilus macrogaster）为輻鰭魚綱鲤形目條鳅科云南鳅属的鱼类。在中国，分布于雲南省罗平县等，體長可達7.1公分，棲息在植物茂盛的濕地，屬肉食性，以蠕蟲及昆蟲為食。该物种的模式产地在罗平县大塘子。

## 扩展阅读
維基物種上的相關：臌腹云南鳅